# Tellement j’ai d’amour...
Tellement j’ai d’amour... (pl. Mam Tak Dużo Miłości...) to francuski album Kanadyjskiej piosenkarki Céline Dion wydany w Quebecu w Kanadzie 7 września 1982. To jej trzeci francuski album. 

## Historia powstania
Album stał się pierwszym komercyjnym sukcesem wokalistki. Pokrył się platyną w Kanadzie i został sprzedany w nakładzie 150.000 kopii. Dzięki albumowi Dion wygrała swoje pierwsze cztery nagrody Félix Award a dzięki singlu „Tellement j’ai d’amour pour toi” wygrała złoty medal za najlepszą piosenkę w konkursie Yamaha Music Festival w Tokio (Japonia).
Drugi singiel „D’amour ou d'amitié” został hitem, zajął pierwsze miejsce na liście przebojów w Quebecu oraz otrzymał złoty certyfikat za sprzedanie ponad 50.000 kopii.
Dzięki „D’amour ou d'amitié” wokalistka została znana we Francji gdzie singiel także otrzymał złoty certyfikat za sprzedanie ponad 700.000 kopii (Dion była pierwszą kanadyjską wokalistką, która to osiągnęła).

## Lista utworów
1. „D’amour ou d'amitié” - 3:59
2. „Le piano fantôme” - 3:35
3. „Tu restes avec moi” - 3:23
4. „Tellement j’ai d’amour pour toi” - 2:56
5. „Écoutez-moi” - 3:03
6. „Le tour du monde” - 3:07
7. „Visa pour les beaux jours” - 3:23
8. „La voix du bon Dieu” - 3:16
9. „Le vieux monsieur de la rue Royale” - 4:10